# Jaap Schouten
Jaap Schouten (9 de diciembre de 1984) es un deportista neerlandés que compitió en remo.
Ganó dos medallas en el Campeonato Mundial de Remo, en los años 2007 y 2008, y una medalla de plata en el Campeonato Europeo de Remo de 2010.

## Palmarés internacional
| Campeonato Mundial | Campeonato Mundial          | Campeonato Mundial | Campeonato Mundial      |
| Año                | Lugar                       | Medalla            | Prueba                  |
| ------------------ | --------------------------- | ------------------ | ----------------------- |
| 2007               | Múnich (Alemania)           | Medalla de bronce  | Scull individual ligero |
| 2008               | Ottensheim (Austria)        | Medalla de plata   | Scull individual ligero |
| Campeonato Europeo |                             |                    |                         |
| Año                | Lugar                       | Medalla            | Prueba                  |
| 2010               | Montemor-o-Velho (Portugal) | Medalla de plata   | Scull individual ligero |